# Antillogorgia bipinnata
Antillogorgia bipinnata es una especie de gorgonia perteneciente a la familia Gorgoniidae, del orden Gorgonacea. Se la conoce más por su sinónimo Pseudopterogorgia bipinnata, ya que hasta muy recientemente 
estaba enmarcada en el género Pseudopterogorgia.

## Morfología
Su estructura es ramificada y crece en un solo plano. Las ramas primarias y secundarias soportan ramificaciones de entre 2,5 y 4 cm de largo y entre 1 y 1,5 mm de diámetro, estando pareadas a la misma altura y mismo plano de las ramas, y espaciadas regularmente en intervalos de 4 a 10 mm.
Los pólipos, normalmente de color blanco, salvo una variedad de color amarillo poco frecuente, crecen alineados en las ramas también en un solo plano y espaciados regularmente. El color de la estructura es púrpura o morado.
Esta especie alcanza los 60 cm de largo.

## Hábitat y distribución
Suelen habitar en arrecifes, con su base enterrada en el sedimento, en suelos arenosos o grietas de rocas. Entre 12 y 55 m de profundidad, aunque se reportan localizaciones  entre 3 y 65 metros.
Se distribuyen en aguas tropicales del océano Atlántico occidental, en el Gólfo de México, Caribe y Bahamas.

## Alimentación
Contiene algas simbióticas; mutualistas (ambos organismos se benefician de la relación) llamadas zooxantelas. Las algas realizan la fotosíntesis produciendo oxígeno y azúcares, que son aprovechados por las gorgonias, y se alimentan de los catabolitos de la gorgonia (especialmente fósforo y nitrógeno). No obstante, se alimentan tanto de los productos que generan estas algas (entre un 75 y un 90 %), como de las presas de microplancton, que capturan con sus minúsculos tentáculos.

## Mantenimiento
Es una especie relativamente fácil de mantener en cautividad, dado el que es fotosintética. Requiere acuarios maduros, con, al menos, 12 meses de funcionamiento. Necesita iluminación y corriente moderadas. 